# Братья Чапеки
Братья Чапеки — известные чешские деятели культуры — писатель, журналист, драматург и переводчик Карел Чапек (1890—1938) и его старший брат художник-кубист Йозеф Чапек (1887—1945). В течение многих лет были соавторами при создании литературно-драматических произведений, в том числе, для детей.
Братья Чапеки одновременно увлеклись литературой. Публиковать они начали вместе — первой вышла в свет пьеса «Роковая любовная игра», затем сборники рассказов «Сад Краконоша» и «Сияющие глубины». После публикации своих первых самостоятельных произведений они снова соединили авторские силы и создали пьесы «Из жизни насекомых» и «Адам-создатель».
В результате их совместного творчества были изданы:
- Сборники рассказов
  - Zářivé hlubiny
  - Krakonošova zahrada
  - Devatero pohádek
- Драмы
  - Loupežník
  - Ze života hmyzu
  - Adam stvořitel

Карел Чапек и его брат и соавтор художник Йозеф (умер от тифа в немецком концлагере Берген-Бельзен) являются изобретателями слова «робот». Карел ввёл в действие пьесы «R.U.R.» человекоподобные механизмы и назвал их «лаборами», от латинского слова labor («работа»). Но это название не понравилось автору, и, посовещавшись с братом-художником, оформлявшим декорации спектакля, он решил назвать эти механизмы словацким словом, имеющим такое же значение (по-чешски «работа» — práce, а robota означает «каторга», «тяжёлая работа», «барщина»).
После войны чешская писательница Мария Чулкова написала о братьях Чапеках тетралогию:
- Čapci
- Ladění pro dvě struny
- Poločas nadějí
- Brána věčnost

С 1946 года в г. Мале-Сватонёвице действует Музей братьев Чапеков. Имена братьев Чапеков сейчас носят улицы в Праге и многих других городах.
В 1995 году в России создано «Общество братьев Чапеков в Санкт-Петербурге», которое занимается изучением и популяризацией гуманистического творческого наследия братьев Йозефа и Карела Чапеков, а также чешской культуры в целом.